# Encía
La encía (en lat. gingīva) es una fibromucosa formada por tejido conectivo denso con una cubierta de epitelio escamoso que cubre los procesos alveolares y rodea a los dientes. La encía es contigua al ligamento periodontal y, en su exterior, con los tejidos mucosos de la cavidad oral. La encía tiene por lo general un color rosa pálido y al encontrase adherido a los cuellos de los dientes (epitelio de unión) e insertado con fibras colágenas (inserción conectiva) forma un sellado que protege al hueso y demás tejidos de soporte. Se habla de encía marginal, encía insertada y encía alveolar, según la zona bucal donde se encuentra. La encía es componente del periodonto.
Las encías son un tejido del interior de la boca, que cubre los maxilares (superior e inferior), protegiendo y ayudando a sujetar los dientes. Las encías son visibles al levantar los labios, su coloración, si están sanas, es entre rosácea y rojo pálido con los dientes firmemente sujetos. Una higiene inadecuada o insuficiente puede producir enfermedades peridontales, incluida la gingivitis.
La encía se divide en dos regiones, la encía libre (marginal) y la encía insertada. Estas dos regiones se combinan para formar la punta de la encía, que se extiende en sentido coronal entre los dientes, lo que se conoce como papila interdentaria. Esta evita el impacto de la comida en la zona interproximal bajo el área de contacto de los dientes y el establecimiento de una irritación que podría finalmente originar alguna patología periodontal.
Las encías son las que soportan a los dientes, es decir que los mantiene, la encía es muy sensible ya que a cualquier roce se puede desangrar o lastimar y es muy fácil que tengan llagas.
Las llagas son microbacterias que se juntan, producen un daño y que se adhieren a la lengua o paladar. Este tipo de bacteria se puede tratar con un médico, ya que al automedicarse se puede correr el riesgo de que crezcan más y más, y al momento de que se eliminen dejen una marca.
Las encías de un bebé no presentan dientes, que empiezan a salir entre el sexto mes y los 2 años de edad.

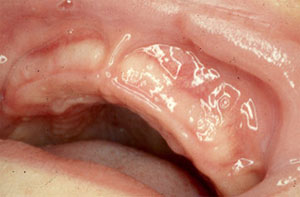

## Enfermedad de las encías
La encía puede llegar a inflamarse debido a una mala higiene dental, pudiendo afectar el tejido gingival y en un caso más severo al hueso que sostiene los dientes.
La inflamación de la encía consta de tres etapas:
1. Gingivitis: en esta primera etapa la inflamación se da por la acumulación de placa, sin embargo el daño es reversible, ya que el hueso y el tejido conectivo aún no han sido afectados.
2. Periodontitis: es una gingivitis avanzada, en donde el hueso y el tejido conectivo han sido dañados de forma irreversible.
3. Periodontitis avanzada: en esta etapa final las fibras se encuentran destruidas al igual que el hueso que sostiene los dientes, por lo que se requiere de un tratamiento mucho más profundo realizado por un dentista.

### Detección rápida de la enfermedad

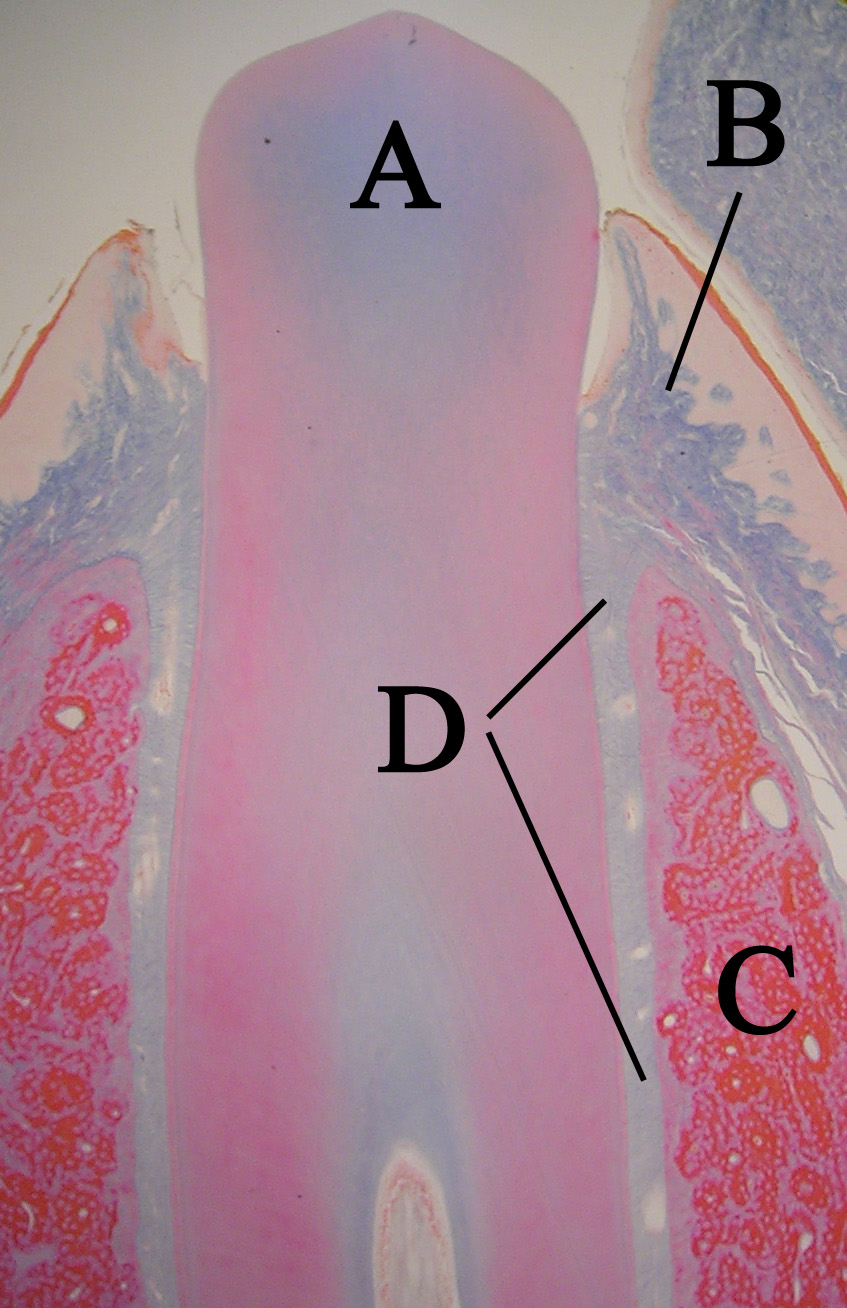

Pueden presentarse problemas en la encía si se observan algunos de estos síntomas en la misma:
- Enrojecimiento, inflamación o sensibilidad.
- Sangrado en el cepillado dental.
- Retracción de las encías.
- Mal aliento.

### ¿Cómo se puede prevenir la enfermedad de las encías?
- La mejor manera de prevenir la enfermedad de las encías, es mediante una buena higiene bucal, cepillar regularmente los dientes usando un cepillo suave (o cepillo quirúrgico si tiene las encías sensibles), el uso del hilo dental para eliminar los restos de comida y el uso del enjuague bucal.
- Evitar todos los alimentos ácidos (limón, pomelo), y también evitando los alimentos alergénicos (fresas, tomates, cacahuetes) ya que estos promueven la enfermedad de las encías.
- Para una limpieza profunda, también se puede utilizar los cepillos interdentales.